# Habitable Zone
Als habitable Zone (auch Lebenszone, bewohnbare Zone oder veraltet Ökosphäre) bezeichnet man im Allgemeinen den Abstandsbereich, in dem sich ein Planet von seinem Zentralgestirn befinden muss, damit Wasser dauerhaft in flüssiger Form als Voraussetzung für erdähnliches Leben auf der Oberfläche vorliegen kann.
Gelegentlich wird das Konzept einer Umgebung, in der Leben in bekannter oder ähnlicher Form möglich ist, auch auf andere Parameter als Klima und flüssiges Wasser ausgedehnt. So wird von einer UV-habitablen Zone gesprochen, in der die ultraviolette Strahlung der der (frühen) Erde entsprechen muss, oder von einer habitablen Zone einer Galaxie, in der sich bereits genügend schwere Elemente gebildet haben, aber andererseits nicht zu viele Supernova-Explosionen ereignen. Schließlich gibt es noch das Konzept des kosmischen habitablen Alters.
Im englischen Sprachraum wird die habitable Zone auch ‚goldilocks zone‘ und zudem teilweise lehnübersetzt Goldlöckchen-Zone genannt, nach dem Märchen Goldlöckchen und die drei Bären (Goldilocks and the Three Bears), in dem das richtige Mittelmaß zwischen zwei Extremen eine Rolle spielt.
Das Vorkommen von Gesteinsplaneten in habitablen Zonen um sonnenähnliche Sterne wurde auf ~300 Mio. in der Milchstraße und ~4 innerhalb von 30 Lichtjahren geschätzt. Neben der relativen Entfernung von Planeten zu deren Sternen gibt es noch zahlreiche weitere Kriterien, die in der Diskussion um Außerirdisches Leben, Chemische Evolution und Panspermie eine Rolle spielen.

## Begriffe
Der Begriff der habitablen Zone geht zurück auf den Astronomen Su-Shu Huang und wurde Ende der 1950er geprägt.
Andererseits gilt Leben auch durchaus außerhalb der habitablen Zone als möglich, denn für Leben muss flüssiges Wasser nicht zwingend an der Oberfläche eines Planeten vorliegen, es kann beispielsweise auch tief unter der gefrorenen Oberfläche eines Eismonds sein, der sich weit außerhalb der habitablen Zone befindet. Insofern ist der Begriff der habitablen Zone auch dadurch irreführend, dass sein Konzept zu exklusiv ist.
Eine habitable Zone wurde auch schon als Ökosphäre bezeichnet. Der Ökosphäre-Begriff geht zurück auf Hubertus Strughold (1953/1955). Doch in dieser Bedeutung wird Ökosphäre heute nicht mehr verwendet. Das liegt eben an der Begriffsalternative habitable Zone, die sich inzwischen durchgesetzt hat.

## Zirkumstellare habitable Zonen

### Die klassische habitable Zone

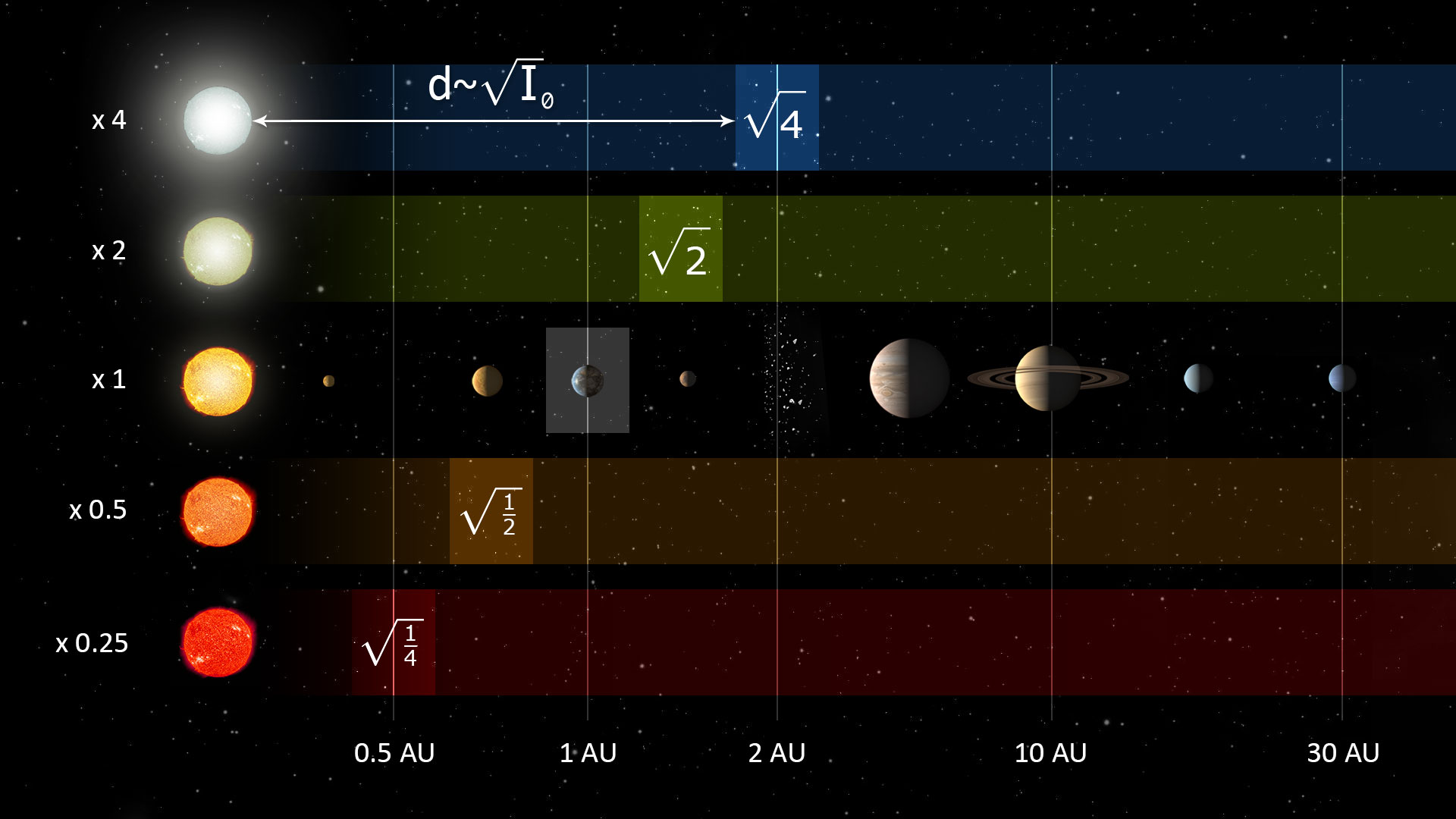
Ein Beispiel eines Systems, basierend auf der stellaren Leuchtkraft für die Vorhersage der Lage der habitablen Zone um Typen von Sternen

Primär hängt die zirkumstellare habitable Zone (circumstellar habitable zone, CHZ) von der Temperatur und Leuchtkraft des Sterns ab, um den der Planet kreist. Nur innerhalb eines bestimmten Abstandbereichs liegt der Wert der Energie pro Flächeneinheit, die der Planet empfängt, in einem Bereich, der über die daraus resultierende Oberflächentemperatur für ausreichende Mengen flüssigen Wassers sorgt.
In einer sehr einfachen Betrachtung kann die habitable Zone demnach aus der Leuchtkraft des Sterns berechnet werden. Den Durchschnittsradius dieser Zone eines beliebigen Sternes kann man mit folgender Gleichung berechnen:
{\displaystyle d={\sqrt {L_{\mathrm {Stern} }/L_{\mathrm {Sonne} }}}}
wobei
{\displaystyle d} ist der Durchschnittsradius der bewohnbaren Zone in AE,
{\displaystyle L_{\mathrm {Stern} }\,} ist die bolometrische Leuchtkraft eines Sternes, und
{\displaystyle L_{\mathrm {Sonne} }\,} ist die bolometrische Leuchtkraft der Sonne.
Bei einem Stern mit 25 % Sonnenhelligkeit würde der Zentralbereich der habitablen Zone etwa 0,5 AE vom Stern entfernt sein, bei einem Stern doppelt so hell wie die Sonne wäre der Abstand 1,4 AE. Das ist das Ergebnis des Abstandsgesetzes der Lichthelligkeit. Der Zentralbereich der bewohnbaren Zone ist in diesem einfachen Modell so definiert, dass ein Exoplanet mit vergleichbarer Atmosphäre der Erde (Aufbau und Dichte) in etwa der globalen Durchschnittstemperatur der Erde entspricht, die Ränder entsprechen den Temperaturen, bei denen Wasser gefriert beziehungsweise siedet.
Darüber hinaus spielt aber auch die Oberflächenbeschaffenheit, insbesondere die Albedo (das Rückstrahlvermögen) des Planeten, eine große Rolle. Moderne Berechnungen berücksichtigen auch die Entwicklung der Planetenatmosphäre, wie durch den atmosphärischen und teilweise rein chemischen Treibhauseffekt hervorgerufen.
1959 beschrieben die Physiker Philip Morrison und Giuseppe Cocconi diese Zone zum ersten Mal in einem SETI-Forschungsbericht. 1961 veröffentlichte Frank Drake die nach ihm benannte Drake-Gleichung.
Da sich sowohl der Stern als auch der Planet im Laufe der Zeit verändern, ändert sich auch die habitable Zone. Die Leuchtkraft eines Sterns nimmt im Laufe seiner Entwicklung zu. Damit sich Leben in einer Form wie auf der Erde auch auf einem anderen Planeten entwickeln kann, muss dieser sich nicht nur im richtigen Abstand befinden, sondern die Umstände dürfen sich auf entsprechend langen Zeitskalen auch nicht ändern. Der Planet muss sich die ganze Zeit innerhalb der habitablen Zone befinden, auch wenn diese sich langsam zu einem größeren Abstand vom Zentralstern verschiebt. Normalerweise nimmt man für diese Zeit einen Mindestzeitraum von 4 bis 6 Milliarden Jahren an. Will man den zeitlichen Aspekt hervorheben, spricht man auch von der kontinuierlichen habitablen Zone; meist meint man aber auch in der Kurzform „die kontinuierliche“.

### Habitable Zone unter Berücksichtigung des planetaren Klimas
Das Konzept der CHZ wurde seit den oben skizzierten Anfängen durch Einbeziehung von Klimarechnungen, insbesondere des Treibhauseffekts durch Kohlendioxid, wesentlich verfeinert.
Der Treibhauseffekt auf einem unbelebten Gesteinsplaneten oder -mond in der habitablen Zone wird hauptsächlich durch den Carbonat-Silicat-Zyklus reguliert:
1. Atmosphärisches CO2 regnet in Form von Kohlensäure auf das Gestein der Oberfläche, wo die Säure Silicat-Gesteine erodiert und der Kohlenstoff in Calcium-Silicat-Mineralen gebunden wird.
2. Das kohlenstoffhaltige Gestein wird durch tektonische Vorgänge in die planetare Lithosphäre transportiert und dort zu Magma geschmolzen.
3. Vulkanismus setzt den Kohlenstoff als CO2 wieder frei.

Der Zyklus ist selbstregulierend, da bei sinkenden Temperaturen die Regenmenge abnimmt, weshalb weniger Kohlenstoff aus der Atmosphäre entfernt wird als der Vulkanismus langfristig, also aufgrund des früheren Klimas, liefert. Dadurch wird der atmosphärische Kohlenstoff angereichert, der Treibhauseffekt steigt und wirkt der Abkühlung entgegen. Bei steigenden Temperaturen reguliert sich der Zyklus über eine zunehmende Regenmenge ebenfalls selbst zu einem niedrigeren Treibhauseffekt.
Die innere Grenze der CHZ kann durch einen sich selbst verstärkenden Treibhauseffekt definiert werden, in dessen Verlauf das Wasser des Planeten in den interplanetaren Weltraum entkommt, und somit die Regulation des Carbonat-Silicat-Zyklus außer Kraft setzt. Diese Grenze liegt im Sonnensystem bei etwa 0,95 AE. An der äußeren Grenze können selbst Wolken aus gefrorenem Kohlendioxid keinen ausreichenden Treibhauseffekt mehr bewirken. Die äußere Grenze der CHZ des Sonnensystems liegt, je nach Modell, bei 1,37 bis 2,4 AE.
Im Sonnensystem befindet sich nur die Erde klar innerhalb dieses Gürtels um die Sonne. Die Venus liegt am inneren Rand der Zone, der Merkur steht der Sonne zu nahe. Der Mars liegt je nach Modell noch knapp innerhalb der CHZ und könnte somit einen ausreichenden Treibhauseffekt gehabt haben. Allerdings ist der Planet zu klein, um eine Plattentektonik über Jahrmilliarden in Gang zu halten. Damit fiel nach dem Erstarren der marsianischen Lithosphäre ein wichtiges Element des nichtbiologischen Klimagleichgewichtes, der Vulkanismus innerhalb des Carbonat-Silicat-Zyklus, weg, und so konnte sich das Klima auf dem Mars nicht langfristig stabilisieren. Ein Planet von Erdmasse könnte somit im Abstand von Mars, abhängig von den Modellparametern, noch Leben beherbergen. In der Entfernung des Jupiters würde ein Planet unter keinen Umständen genug Strahlungsenergie erhalten, um Wasser schmelzen zu lassen.
Rasool und De Bergh (1970) konnten berechnen, dass auf der Erde ein galoppierender Treibhauseffekt einträte, wenn sie sich ca. 10 Millionen km näher an der Sonne befände (also ca. 7 % näher). Umstritten ist, ob im Rahmen des Klimawandels auf der Erde ein solcher Treibhauseffekt eintreten könnte, der, ähnlich wie dies für die Venus angenommen wird, zu einer vollständigen Verdunstung aller Wasserozeane führen würde. Inwiefern die Position eines Planeten in einer habitablen Zone daher wirklich zu einer theoretischen Bewohnbarkeit führt, hängt somit vom aktuellen Zustand des Klimasystems des Planeten ab und kann sich im Zeitverlauf durch einen Regimewechsel des Systems ändern.

#### Schätzungen für das Sonnensystem

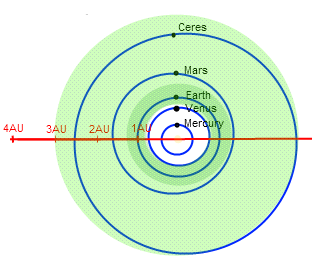
Zweidimensionales inneres Sonnensystem mit den planetaren Orbits, überlagert mit der geschätzten minimalen (dunkelgrün) und maximalen (hellgrün) Ausdehnung der für das Sonnensystem vorhergesagten habitablen Zone

Schätzungen für die habitable Zone im Sonnensystem reichen von 0,725 bis 3,0 Astronomische Einheiten, basierend auf verschiedenen wissenschaftlichen Modellen:
| Innere Grenze   | Äußere Grenze          | Referenz                    | Anmerkung |
| 0,725 AU        | 1,24 AU                | Dole 1964                   | Die Studie nutzte optisch ausgedünnte Atmosphären und feste Albedos.                                                                                  |
| 0,95 AU         | 1,01 AU                | Hart u. a. 1978, 1979       | Sterne der Klasse K0 oder später können keine habitable Zone haben.                                                                                   |
| 0,95 AU         | 3,0 AU                 | Fogg 1992                   | Fogg nutzte Kohlenstoff-Zyklen. |
| 0,95 AU         | 1,37 AU                | Kasting u. a. 1993          | |
| –               | 1 % … 2 % weiter außen | Budyko 1969                 | … und die Erde wäre weltweit vergletschert. |
| –               | 1 % … 2 % weiter außen | Sellers 1969                | … und die Erde wäre weltweit vergletschert. |
| –               | 1 % … 2 % weiter außen | North 1975                  | … und die Erde wäre weltweit vergletschert. |
| 4 % … 7 % näher | –                      | Rasool & DeBurgh 1970       | … und die Ozeane wären nie auskondensiert. |
| –               | –                      | Schneider and Thompson 1980 | Dem widersprach Hart. |
| –               | –                      | Kasting 1991                | |
| –               | –                      | Kasting 1988                | Wasserwolken können die habitable Zone verkleinern, soweit sie dem Treibhauseffekt mit höheren Albedos entgegenwirken.                                |
| –               | –                      | Ramanathan and Collins 1991 | Treibhauseffekt: Der Einschluss von Infrarotstrahlung ist größer als der Kühleffekt von Wasser und Albedo, und Venus hätte „trocken“ beginnen müssen. |
| –               | –                      | Lovelock 1991               | |
| –               | –                      | Whitemire u. a. 1991        | |

Beispiele habitabler Zonen von Sternen der Hauptreihe:
| Spektralklasse | in AU     |
| -------------- | --------- |
| O6V            | 450–900   |
| B5V            | 20–40     |
| A5V            | 2,6–5,2   |
| F5V            | 1,3–2,5   |
| G5V            | 0,7–1,4   |
| K5V            | 0,3–0,5   |
| M5V            | 0,07–0,15 |

### Habitable Zonen um andere als sonnenähnliche Sterne

#### Rote Zwerge
Nachdem man zunächst davon ausgegangen war, dass nur um solche Sterne habitable Zonen möglich sind, die eine ähnliche Größe wie die Sonne haben, bezieht man mittlerweile auch Rote Zwerge in die Überlegungen mit ein. Zwar läge bei Sternen mit Massen unter 0,5 Sonnenmassen die Zone ausreichender Energie so nahe an dem Stern, dass die Rotation eines Planeten dort im Regelfall mit seiner Umlaufzeit synchronisiert wäre, d. h., er wendet seinem Zentralgestirn immer dieselbe Seite zu (so wie der Mond beim Umlauf um die Erde). Allerdings kann eine ausreichend dichte Atmosphäre die Strahlungsenergie des Sterns ausreichend effizient umverteilen, um auf weiten Teilen des Planeten flüssiges Wasser zu ermöglichen.

#### Sterne mit größerer Masse als die Sonne
Bei wesentlich massereicheren Sternen als der Sonne ist die Lebensdauer zu kurz, als dass eine habitable Zone mehrere Milliarden Jahre bestehen kann. So leben Sterne mit dem 3–4-Fachen der Sonnenmasse schon nur noch etwa eine Milliarde Jahre.

#### Weiße Zwerge
Eine habitable Zone existiert auch in einem Abstand von 0,02 bis 0,1 AE um Weiße Zwerge. Sie entwickeln sich entlang einer Abkühlungssequenz von extrem heißen Weißen Zwergen mit Oberflächentemperaturen von mehreren 100.000 K innerhalb der Hubble-Zeit zu Temperaturen von 3000 K bei abnehmender Leuchtkraft. Dementsprechend wandert die habitable Zone im Laufe der Entwicklung nach innen auf den Stern zu. Obwohl um diese Sterne eine habitable Zone existiert, ist anzunehmen, dass sich kein Leben wie auf der Erde entwickeln kann, da in der Frühphase des Weißen Zwerges harte Ultraviolettstrahlung die Moleküle vorhandenen Wassers in Wasserstoff und Sauerstoff aufgespalten hat, und der dabei entstandene molekulare Wasserstoff bei erdgroßen Planeten gravitativ nicht gebunden ist.

### Weitere mögliche habitable Bereiche
Das obige Konzept der habitablen Zone macht nur eingeschränkte Annahmen, unter welchen Bedingungen Leben entstehen kann. Als Hauptvoraussetzung gilt flüssiges Wasser. Problematisch ist jedoch, dass das klassische Konzept der habitablen Zone auf rein atmosphärischen Annahmen basiert.

Mit den Jupitermonden Ganymed und Europa, den Saturnmonden Enceladus und Titan sowie weiteren Eismonden (siehe extraterrestrischer Ozean) werden mittlerweile jedoch auch Himmelskörper als Kandidaten für die Beherbergung außerirdischen Lebens angesehen, die sich weit außerhalb der Marsbahn und damit der klassischen habitablen Zone befinden.

Dies wird in der folgenden Einteilung berücksichtigt:
- Ein Klasse-1-Habitat entspricht einem erdähnlichen Planeten in der oben beschriebenen CHZ.
- Ein Klasse-2-Habitat ist ein Planet, der sich zwar ebenfalls in einer wie oben definierten Zone befindet, sich aber aufgrund anderer Parameter dennoch anders als die Erde entwickelt, also zum Beispiel Planeten um M-Sterne, oder ein Planet am Rand einer habitablen Zone wie zum Beispiel der frühe Mars, bevor der Vulkanismus zum Stillstand kam.
- Klasse-3-Habitate sind Monde oder Planeten mit Ozeanen unter der Oberfläche, die aber mit Gesteinsoberflächen in Kontakt sind. Beispiele für solche Objekte im Sonnensystem sind die Jupitermonde Ganymed und Europa. In ihnen kann das gefrorene Wasser der Ozeane z. B. durch Gezeitenreibung oder radioaktive Nuklide verflüssigt werden.
- Als Klasse-4-Habitate werden reine Wasserumgebungen bezeichnet, entweder Monde wie Enceladus mit einer dicken Eisschicht, die nur innerhalb der Eisschicht flüssig sein könnten, oder reine Ozeanplaneten.

### Bekannte Exoplaneten in einer habitablen Zone

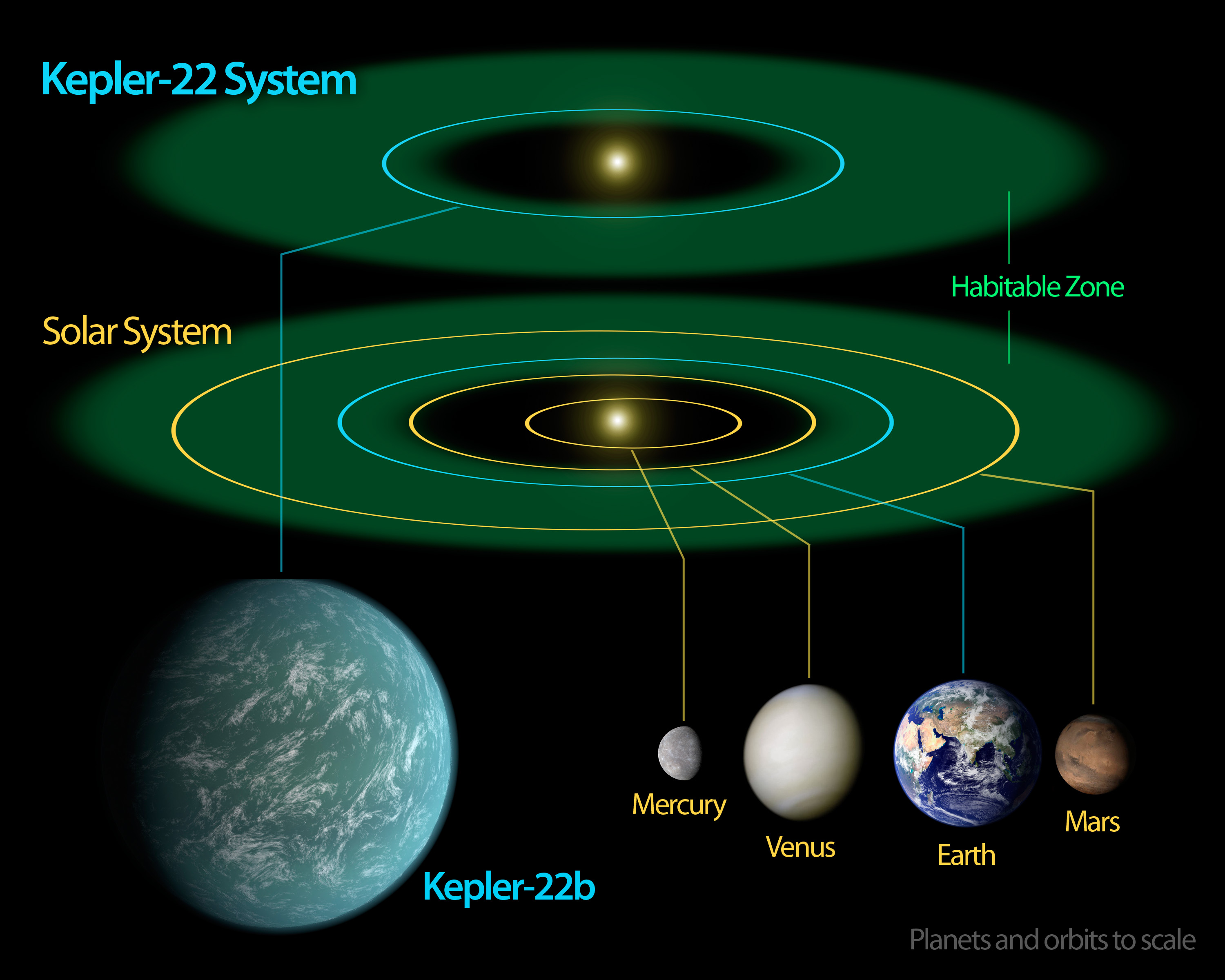
Vergleich der Größe und orbitalen Position des Planeten Kepler-22b (mit Fantasiedarstellung einer möglichen Oberflächenansicht) mit Planeten des Sonnensystems

Anfang 2011 hatte die NASA vorläufige Beobachtungsdaten der Kepler-Mission veröffentlicht, gemäß denen mehr als 50 der 1235 dabei gelisteten Planetenkandidaten innerhalb einer habitablen Zone zu liegen kämen. Im Dezember 2011 bestätigte die NASA die Entdeckung von Kepler 22b, des ersten Exoplaneten, dessen Lage in einer habitablen Zone nachgewiesen wurde. Ein weiterer Kandidat war vor den Ergebnissen der Kepler-Mission der etwa 20 Lichtjahre von der Erde entfernte Gliese 581 c, der zweite Planet des Roten Zwerges Gliese 581, der aber inzwischen nicht mehr als ein eventuell habitabler Planet angesehen wird, da er zu intensive Strahlung von seinem Stern erhält. Diese Annahmen beruhen jedoch nicht auf direkten Beobachtungen, sondern auf Modellrechnungen, und sind von zahlreichen Modellparametern abhängig. Seit April 2014 gilt Kepler-186f, der den etwa 500 Lichtjahre entfernten Roten Zwerg Kepler-186 umkreist, als erdähnlichster der bisher in einer habitablen Zone nachgewiesenen Planeten. Galt Kepler-452b seit Juli 2015 zwischenzeitlich ebenfalls als habitabel, ist diese Annahme seit dem Jahr 2018 infrage gestellt. Nach einer Mitteilung der NASA vom April 2020 kann der Exoplanet Kepler-1649c auch in diese Kategorie eingestuft werden.

### Exoplaneten, die eine habitable Zone durchqueren

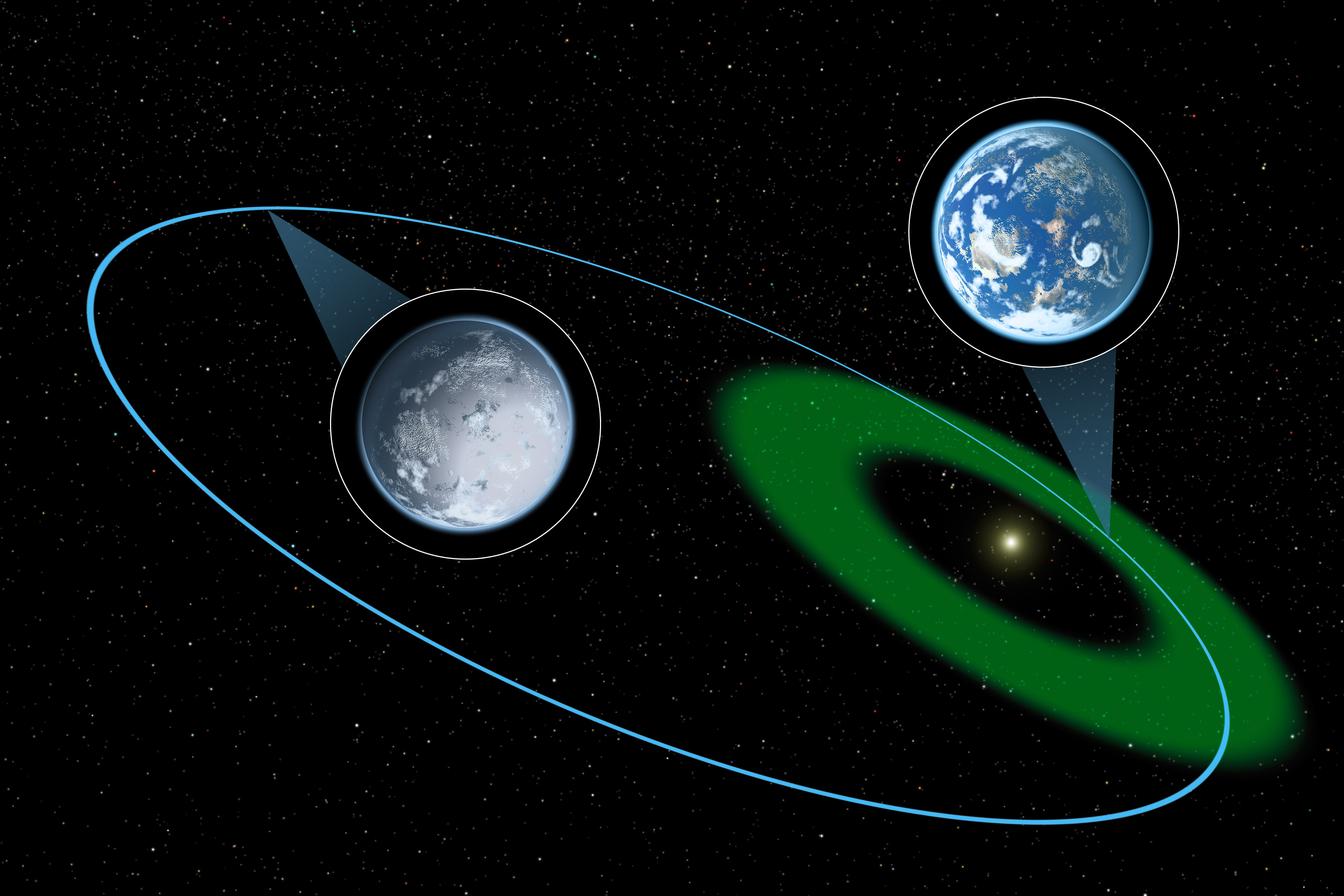
Ein Planet, der sich auf seiner Umlaufbahn nur zeitweise in der habitablen Zone befindet

Auch Planeten, die sich auf ihrer exzentrischen Umlaufbahn nur zeitweise in der habitablen Zone aufhalten, könnten Leben beherbergen. Mikroorganismen, die bei sehr hohen oder niedrigen Temperaturen „schlafen“ und beim Passieren der habitablen Zone wieder „aufwachen“, könnten solche Planeten besiedeln.

### Ultraviolette habitable Zone
Analog zu einer durch das Klima definierten Zone wurde eine Zone vorgeschlagen, in der die Ultraviolettstrahlung des Zentralsterns eine ähnliche Intensität aufweist, wie sie die frühe Erde erhalten hat. Dieser Zone liegt die Überlegung zugrunde, dass die chemische Evolution nicht nur Energie, sondern auch eine Quelle negativer Entropie benötigt. Andererseits darf die UV-Strahlung nicht zu intensiv sein, da sie sonst die Moleküle der frühen Biochemie zu schnell wieder zersetzt.

### Eismonde
Von mehreren Eismonden der großen Gasplaneten unseres Sonnensystems (insbesondere Jupiters und Saturns) wird vermutet, dass sie unter der Eisschicht einen verborgenen Ozean haben, etwa vom Jupitermond Europa oder dem Saturnmond Enceladus. Zwei Effekte können für eine solche Aufheizung und teilweise Verflüssigung eines Eispanzers sorgen: innere Radioaktivität (wie bei der Erde), vor allem aber Gezeitenkräfte („Gezeitenheizung“), ausgelöst durch den Planeten, den sie umrunden. Man vermutet daher, dass es am Grund dieser Ozeane wie auf der Erde Hydrothermalquellen geben könnte. Da Hydrothermalquellen (als Weiße und Schwarze Raucher) offenbar eine entscheidende Rolle bei der Entstehung und der frühen Evolution des Lebens auf der Erde gespielt haben, kann für solche Eismonde die Möglichkeit von zumindest primitiven Lebensformen nicht ausgeschlossen werden, auch wenn diese außerhalb der regulären habitablen Zone liegen – nicht nur für unser Sonnensystem, sondern auch für andere Planetensysteme. Selbst für Planemos ganz ohne Zentralstern kann die Möglichkeit von verborgenen Ozeanen auf Eismonden nicht von vornherein ausgeschlossen werden.

## Galaktische habitable Zonen

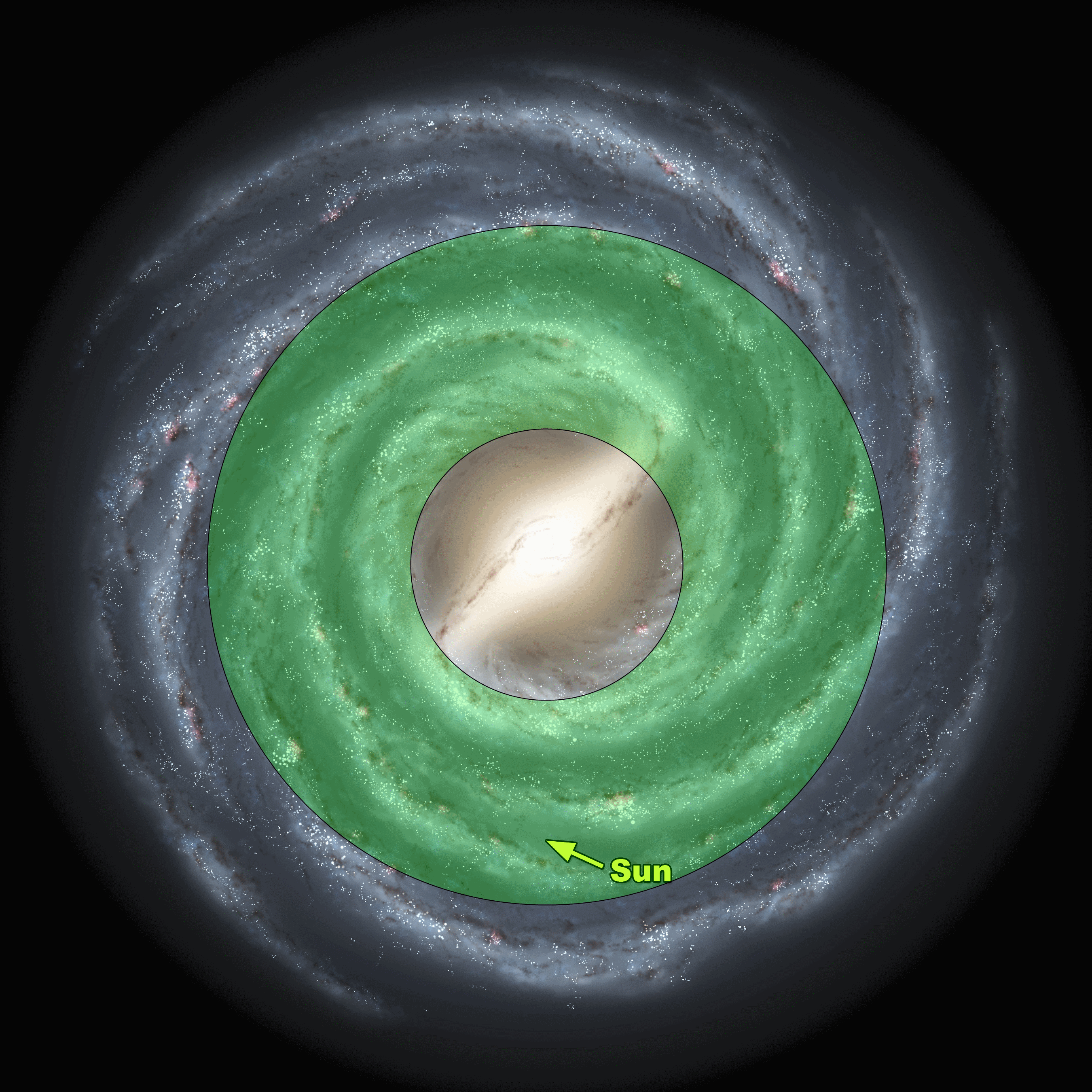
Mögliche galaktische habitable Zone der Milchstraße

Das Konzept einer Zone, in der Leben wie auf der Erde entstehen kann, wurde 2001 auf Galaxien erweitert.
Ursprünglich bezog sich dieses Konzept (englisch galactic habitable zone, GHZ) nur auf den chemischen Entwicklungsstand einer galaktischen Region, wonach genügend schwere Elemente in einer Region einer Galaxie vorhanden sein müssen, damit Leben entstehen kann. Die meisten Elemente mit größeren Ordnungszahlen als Lithium entstehen erst im Laufe der Zeit durch Kernfusionsprozesse, die im Inneren der Sterne ablaufen, und beim Tod der Sterne ins interstellare Medium abgegeben werden. In den inneren Regionen einer Galaxie läuft diese Nukleosynthese schneller ab als in den äußeren Regionen, weswegen man einen maximalen Radius der galaktischen habitablen Zone definieren kann.
Später kam als weiteres Kriterium hierzu die Sternbildungsrate in der jeweiligen Region einer Galaxie hinzu. Befindet sich ein Stern mit einem Planeten zu dicht an einer Supernovaexplosion, die bevorzugt in Regionen mit aktiver Sternbildung stattfinden, wird dadurch die Atmosphäre des Planeten zu sehr gestört und der Planet zu starker kosmischer Strahlung ausgesetzt, als dass sich Leben dauerhaft entwickeln könnte. Für Spiralgalaxien wie der Milchstraße steigt die Supernovarate zu den inneren Regionen einer Galaxie hin an. Daher kann man auch einen inneren Radius der galaktischen habitablen Zone angeben.
Das bedeutet, dass die galaktische habitable Zone einer Spiralgalaxie wie der Milchstraße einen Ring um das Zentrum der Galaxie bildet. Innerhalb dieses Rings ist die Sterndichte zu hoch, außerhalb ist die Dichte zu gering, als dass genug Sterne schon genug schwere Elemente produziert haben. Im Laufe der Zeit vergrößert sich der Bereich jedoch nach außen. Andererseits sind viele dieser Parameter sehr unsicher, sodass es auch durchaus möglich sein kann, dass die gesamte Milchstraße in diesem Sinne „bewohnbar“ ist.

## Kosmisch habitables Alter
Dem Konzept des habitablen Alters des Universums (engl. cosmic habitable age, CHA) liegen die chemische Entwicklung der Galaxien seit dem Urknall und die Erkenntnisse über die Strukturentwicklung der Galaxien und Galaxienhaufen zugrunde. Ausgehend von den Erfahrungen der chemischen Evolution auf der Erde kann im Universum seit mindestens 3,5 Milliarden Jahren Leben existieren und wahrscheinlich seit höchstens 5 Milliarden Jahren. Andererseits wird sich in Zukunft die Nukleosynthese durch Sterne soweit verlangsamen, dass in voraussichtlich 10 bis 20 Milliarden Jahren geologisch wichtige radioaktive Elemente nicht mehr in ausreichender Menge im interstellaren Medium vorhanden sein werden, um auf einem neu entstandenen Planeten Plattentektonik in Gang zu halten und ihn so durch den Carbonat-Silicat-Zyklus für die Bildung von Leben im Sinne der zirkumstellaren habitablen Zone geeignet zu machen.

## Sonstiges
Um die Eigenschaften und Habitabilität von Exoplaneten besser klassifizieren zu können, schlugen Forscher 2011 den Earth Similarity Index – ESI (dt. etwa Erdähnlichkeits-Index) und den Planet Habitability Index – PHI (dt. Planeten-Bewohnbarkeits-Index) vor.